# Black Francis
Black Francis, també conegut com a "Frank Black" (nascut Charles Michael Kittridge Thompson IV) (Boston, Massachusetts, 6 d'abril de 1965), és un músic estatunidenc.
És conegut sobretot per ser el líder del grup de rock alternatiu, Pixies, considerat un dels grups musicals més influents de finals dels anys 80 i inicis dels 90. Entre els músics que han elogiat els Pixies hi ha Kurt Cobain de Nirvana, Thom Yorke de Radiohead, PJ Harvey o David Bowie. Amb els Pixies Black Francis cantava i tocava la guitarra, a més de ser l'autor de gairebé la totalitat de les cançons, entre les quals cal destacar "Monkey Gone to Heaven", "Debaser", "Gouge Away", "Where is My Mind", "Hey" o "Wave of Mutilation".
Després de la separació dels Pixies, el 1993, Black Francis va iniciar una carrera en solitari amb el nom de "Frank Black", sovint acompanyat d'una banda amb la qual formava Frank Black and the Catholics. En solitari no ha aconseguit mai la repercussió assolida amb els Pixies, per això, tal com va confessar en diverses entrevistes de l'època, els quatre membres originals dels Pixies es van reunir el 2004 per fer una gira arreu del món tocant els grans èxits del grup.
Des d'aleshores Black Francis (va recuperar aquest nom en detriment de Frank Black) compagina els concerts dels Pixies amb l'edició de discos en solitari. D'entre les cançons que ha compost al llarg de la carrera en solitari cal destacar "Los Angeles", "Don't Ya Rile'Em", "Men in Black", "You Ain't Me", "Calistan", "Superabound", "Dog Gone", "I've Seen Your Picture" o "Everything Is New".

## Discografia

### Àlbums d'estudi
- Frank Black (1993)
- Teenager of the Year (1994)
- The Cult of Ray (dedicat a l'escriptor Ray Bradbury) (1996)
- Frank Black and the Catholics (1998)
- Pistolero (1999)
- Sunday Sunny Mill Valley Groove Day (2000, inèdit)
- Oddballs (2000)
- Dog in the Sand (2001)
- Black Letter Days (2002)
- Devil's Workshop (2002)
- Show Me Your Tears (2003)
- Frank Black Francis (2004)
- Honeycomb (2005)
- Fast Man Raider Man (2006)
- Christmass (2006)
- Bluefinger (2007)
- Svn Fngrs (2008)
- The Golem (2010)
- Non Stop Erotik (2010)
- Abbabubba (2010)
- Paley & Francis (2011) (amb Reid Paley)

### Pixies
- Come On Pilgrim (1987)
- Surfer Rosa (1988)
- Doolittle (1989)
- Bossanova (1990)
- Trompe le Monde (1991)
- EP1 (2013)
- EP2 (2014)
- EP3 (2014)
- Indie Cindy (2014)
- Head Carrier (2016)